# Монтекрестезе
Монтекрестезе (итал. Montecrestese) — коммуна в Италии, располагается в регионе Пьемонт, в провинции Вербано-Кузьо-Оссола.
Население составляет 1226 человек (2008 г.), плотность населения составляет 14 чел./км². Занимает площадь 86 км². Почтовый индекс — 28864. Телефонный код — 0324.
Покровительницей коммуны почитается Пресвятая Богородица, Её Успение празднуется 15 августа. 

## Демография
Динамика населения:

## Администрация коммуны
- Официальный сайт: http://www.comune.montecrestese.vb.it/